# Tachycixius gravesteini
Tachycixius gravesteini är en insektsart som beskrevs av Ribaut 1960. Tachycixius gravesteini ingår i släktet Tachycixius och familjen kilstritar.
Artens utbredningsområde är Frankrike. Inga underarter finns listade i Catalogue of Life.